# Cosmești (gmina w okręgu Teleorman)
Cosmești – gmina w Rumunii, w okręgu Teleorman. Obejmuje miejscowości Ciuperceni i Cosmești. W 2011 roku liczyła 2600 mieszkańców. 